# La Nuit juste avant les forêts
La Nuit juste avant les forêts est une œuvre de Bernard-Marie Koltès créée en 1977 et publiée en 1980, puis en 1988.
Il s'agit de la seule publication que Les Éditions de minuit n’associent à aucun genre littéraire dans l’index des œuvres de l’auteur.  

## La genèse de l'œuvre
La Nuit juste avant les forêts est parfois considérée comme l'œuvre fondatrice de Koltès, parce qu'elle marque un nouveau départ pour lui. En effet, à la suite de ses premières créations (de 1970 à 1973 : Les Amertumes, La Marche, Procès Ivre, L'Héritage et Récits morts) qui s'accompagnent de la fondation de sa propre troupe en tant qu'auteur et metteur en scène (le Théâtre du Quai) après un court séjour au Théâtre national de Strasbourg, il cesse d'écrire pendant trois ans.
Il voyage en URSS, s'inscrit (temporairement) au parti communiste français, commet une tentative de suicide, est emporté dans des problèmes de drogue, s'engage dans un processus de désintoxication, puis déménage à Paris : c'est une période mouvementée et difficile. La création de La Nuit juste avant les forêts se présente donc en 1977 comme une renaissance sur le plan personnel pour l’auteur. Il s’agit également d'un renouveau sur le plan formel alors que Koltès assume pleinement la forme du monologue qui lui était auparavant reprochée. L'auteur conçoit d'ailleurs lui-même La Nuit juste avant les forêts comme une coupure dans son parcours, qui le mène à renier ses pièces précédentes.

## L'œuvre

### L'intrigue
Un homme, sans réelle identité outre le fait d'être étranger, en rencontre un autre, sous la pluie, et lui demande une chambre pour une partie de la nuit. Sa parole ne connaît pas de répit, ne laisse pas de place au silence. À la fin du récit, l'homme se trouve toujours sous la pluie, et n'a toujours pas de chambre.
Il n'y a donc pas vraiment d'intrigue, sauf peut-être dans les « micro-récits », qui s'entremêlent au propos général. L'homme parle d'une rencontre avec des racistes, d'une nuit d’amour avec un personnage connu sous le nom de « mama », du suicide d'une prostituée, d'une agression dans le métro. Toutefois, aucune de ces crises ne se déroulent durant le récit : elles le précèdent toutes.
Cette absence d'intrigue peut amener le lecteur/spectateur à ne pas comprendre le sens réel de l'œuvre. Cependant, les histoires enchaînées aident à comprendre la métaphore dont est fait le livre ; à partir d'une nuit, le narrateur fait comprendre au lecteur sa vie, le sens qu'il voudrait lui donner mais surtout l'oppression de la société, qui amènera le narrateur à se sauver. Le livre peut en quelque sorte faire écho à la vie de l'auteur. 

### Les thèmes
Dans les propos généraux de l'homme qui parle, on décèle des motifs qui traversent l'œuvre complète de Bernard-Marie Koltès. Les thèmes qui sont abordés dans le discours sont ceux de l'amour (et plus largement des relations interpersonnelles), de la guerre (et de la paix), du travail, de la politique et de l'économie, puis enfin, et c'est peut-être le thème central, de l'Autre.

### La forme
Le texte est largement associé au théâtre. Koltès l'écrit en effet pour le comédien Yves Ferry, puis l'œuvre est représentée en 1977, au festival off d’Avignon ; il n’est publié (seul) que onze ans tard, en 1988. 
Cette pièce prend la forme d'un monologue ou d'un soliloque ; monologue car, malgré l'absence d'identification d'un personnage, le texte s'ouvre et se termine avec des guillemets, ce qui suggère la présence d'une énonciation seconde (sans même qu’une première n'ait été introduite) et qui crée une distance avec l'instance écrivante par le déplacement sans médiation vers un personnage. Aussi, le premier mot est le pronom personnel « Tu » et le texte est construit sous forme d'adresse (la demande d'une chambre), ce qui renvoie au soliloque, car ce « Tu » reste muet, et même sa présence est à remettre en question.
Aussi, il s'agit d'une seule longue phrase qui ne présente pas même de point final : la parole refuse de s'arrêter. Koltès suggère d'ailleurs que la pièce soit jouée à l'infini. La quadruple répétition des mots « la pluie », à la toute fin, suggère un perpetuum mobile (procédé oxymorique, sur le mode langagier, dans le cas présent), qui inciterait le spectateur à poursuivre le dernier mouvement.

## Mises en scène
- 1977 : Premières représentations du texte par Yves Ferry sous la direction de l'auteur (Avignon, Salle de l'Ancien Hôtel des Ventes, aujourd'hui Théâtre de l'Oulle).
- 1977-1978 : Création du texte, mise en scène de Moni Grégo (Scène Nationale de la Rose des Vents à Villeneuve-d'Ascq et Centre Dramatique du Nord, Lille).
- 1981 : mise en scène de Jean-Luc Boutté, avec Richard Fontana, Comédie-Française / Odéon-Théâtre de l'Europe (joué au Petit Odéon)[8]
- 1985 : mise en scène de Stéphane Fiévet, avec Jean-Pierre Beauredon ; Compagnie Jean-Pierre Beauredon, Le Grenier de Toulouse (au cours du 1er festival de la ville de Toulouse du Théâtre indépendant)[9]
- 1996 : mise en scène de Christophe Reymond, au Théâtre des Riches-Claires à Bruxelles.
- 2000 : mise en scène de Kristian Frédric, avec Denis Lavant, Compagnie Lézards qui bougent à la Scène nationale de Bayonne et du Sud Aquitain (Bayonne), Théâtre de la Ville (novembre) [10]
- 2011 : mise en scène de Patrice Chéreau et Thierry Thieû Niang au Théâtre de l'Atelier avec Romain Duris[11]
- 2014-2015 : adaptation en théâtre de rue par la Compagnie des Sirventès
- 2014 : mise en scène de José Exilis avec Jacques-Olivier Ensfelder, Scène nationale de Martinique/Tropiques Atrium - Compagnie les Enfants de la mer
- 2019 - … : mise en scène de Cécile Rist, avec Guillaume Tobo et le musicien Bastien d'Asnières, Compagnie BordCadre, créé au Petit Louvre (Avignon), au Lavoir Moderne Parisien, au Théâtre de la Boutonnière (en tournée 2022/2023)
- 2021 : mise en scène Guillaume Antoniolli avec Clément Lagouarde, Compagnie Les Hommes perdus, Théâtre Clavel Paris et Théâtre Pixel Paris
- 2021 : mise en scène de Matthieu Cruciani, avec Jean-Christophe Folly, production Comédie de Colmar-CDN Grand Est Alsace (tournée : Théâtre des Quartiers d'Ivry[12])
- 2022 : Mise en scène de Jean Pétrement avec Léonard Stefanica, création Festival Off D'avignon

## Adaptation filmique
En 2017, l'acteur Hugo Becker se met en scène dans un plan séquence d'1 h 39.

### Éditions
- Combat de nègre et de chiens suivi de La Nuit juste avant les forêts, Paris, Stock, 194 p., 1980
- La Nuit juste avant les forêts, Paris, Les Éditions de minuit, 1988, 64 p. (ISBN 978-2-7073-1163-4)